# Schron turystyczny na Romance
Schron turystyczny na Romance – nieistniejący górski schron turystyczny w Beskidzie Żywieckim na Romance.

## Historia
Schron wybudował w 1913 lub 1915 Wintersportklub z Bielska z przeznaczeniem dla narciarzy (Ski-hütte). Zasługi w jego powstaniu miał inżynier Tischler oraz Oskar Funke, którego imieniem po jego śmierci nazwano obiekt. Schron został zniszczony pod koniec I wojny światowej.